# Arquidiócesis de Manaos
La arquidiócesis de Manaos o de Manaus (en latín: Archidioecesis Manaënsis y en portugués: Arquidiocese de Manaus) es una circunscripción eclesiástica de la Iglesia católica en Brasil. Se trata de una arquidiócesis latina, sede metropolitana de la provincia eclesiástica de Manaos. Desde el 28 de enero de 2009 su arzobispo es el cardenal Leonardo Ulrich Steiner, de la Orden de Frailes Menores.

## Territorio y organización

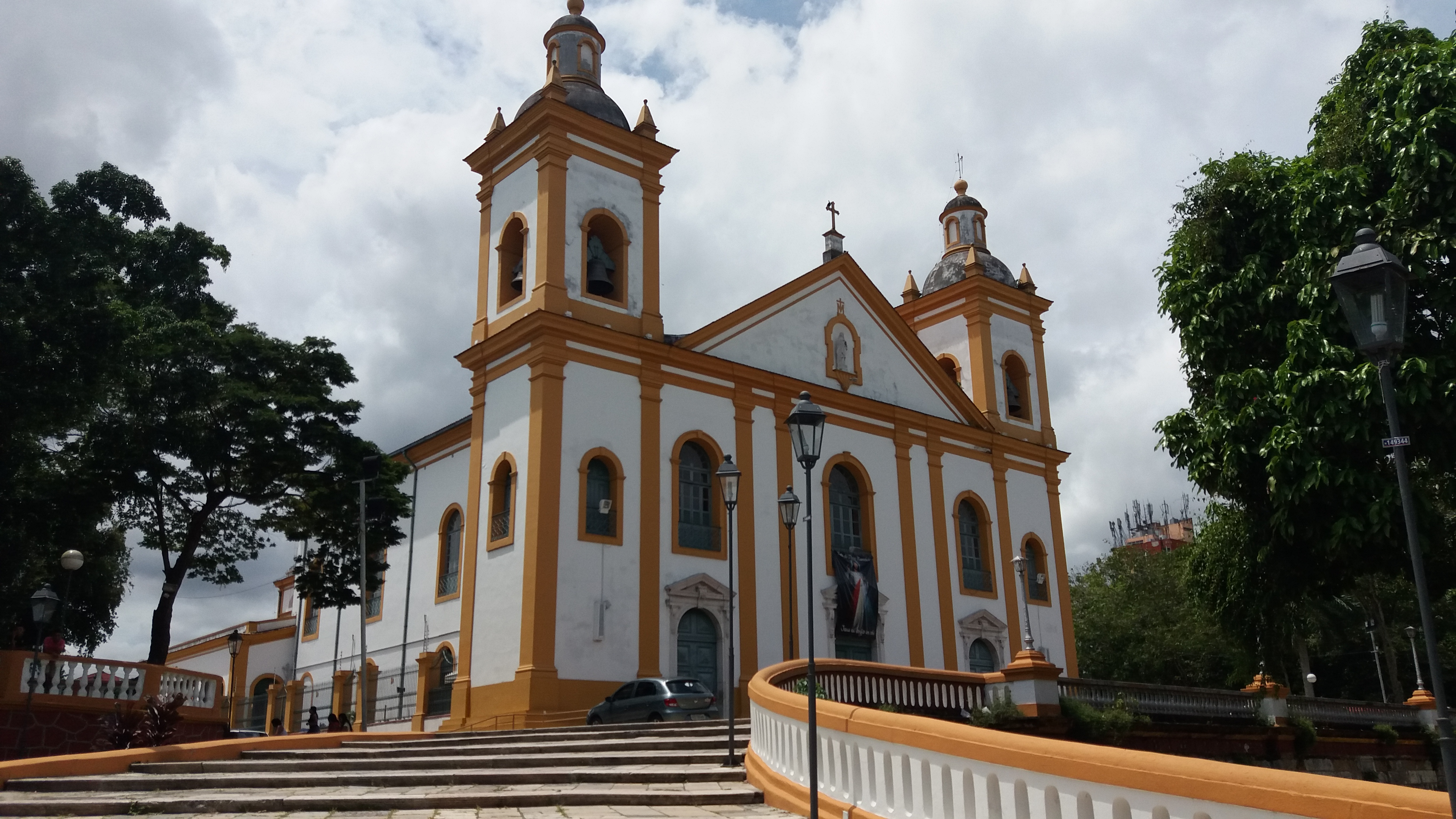
Catedral de la Inmaculada Concepción, sede de la Arquidiócesis de Manaos.

La arquidiócesis tiene 91 631 km² y extiende su jurisdicción sobre los fieles católicos de rito latino residentes en 8 municipios del estado de Amazonas: Manaus, Careiro, Careiro da Várzea, Iranduba, Manaquiri, Novo Airão, Presidente Figueiredo y Rio Preto da Eva.
La sede de la arquidiócesis se encuentra en la ciudad de Manaus, en donde se halla la Catedral de la Inmaculada Concepción.
En 2021 en la arquidiócesis existían 92 parroquias.
La arquidiócesis tiene como sufragáneas a las diócesis de: Alto Solimões, Borba, Coari, Parintins, Roraima, São Gabriel da Cachoeira y a las prelaturas territoriales de Itacoatiara y de Tefé.

## Historia
La diócesis de Amazonas fue erigida el 27 de abril de 1892 con la bula Ad universas orbis del papa León XIII, obteniendo el territorio de la diócesis de Belém do Pará (hoy arquidiócesis de Belém do Pará).
Originalmente era sufragánea de la arquidiócesis de San Salvador de Bahía. La diócesis era vasta y abarcaba buena parte de la Amazonía hasta las fronteras con Venezuela, Colombia, Perú y Bolivia.
El 1 de mayo de 1906 pasó a formar parte de la provincia eclesiástica de la arquidiócesis de Belém do Pará.
Cedió porciones de su territorio en varias ocasiones para la erección de nuevas circunscripciones eclesiásticas:
- la abadía territorial de Nuestra Señora de Monserrat de Río de Janeiro (hoy suprimida) el 15 de agosto de 1907 mediante el decreto E Brasilianae Reipublicae de la Sagrada Congregación Consistorial,[2] confirmado por el breve Ad summum del papa Pío X del 10 de diciembre de 1907;[3]
- las prefecturas apostólicas de Alto Solimões (hoy diócesis, mediante la bula Laeto accepimus animo del papa Pío X)[4] y de Tefé (hoy prelatura territorial) el 23 de mayo de 1910;[5]
- la prelatura territorial de Acre y Purus (hoy la diócesis de Río Branco) el 4 de octubre de 1919 mediante la bula Ecclesiae universae del papa Benedicto XV;[6]
- las prelaturas territoriales creadas por el papa Pío XI de Porto Velho (hoy arquidiócesis de Porto Velho, mediante la bula Inter Nostri)[7] y de Lábrea el 1 de mayo de 1925 (mediante la bula Imperscrutabili Dei);[8]
- la prelatura territorial de Juruá (hoy diócesis de Cruzeiro do Sul) el 22 de mayo de 1931 mediante la bula Munus regendi del papa Pío XI.[9]

El 16 de febrero de 1952, en virtud de la bula Ob illud del papa Pío XII, la diócesis fue elevada al rango de arquidiócesis metropolitana y asumió su nombre actual.
Posteriormente cedió otras porciones de territorio para la erección de nuevas circunscripciones eclesiásticas:
- la prelatura territorial de Parintins (hoy diócesis) el 12 de julio de 1955 mediante la bula Ceu boni patrisfamilias del papa Pío XII;[11]
- la prelatura territorial de Humaitá (hoy diócesis de Humaitá) el 26 de junio de 1961 mediante la bula Fertile Evangelii del papa Juan XXIII;[12]
- las prelaturas territoriales de Borba (hoy diócesis), Coari (hoy diócesis) e Itacoatiara el 13 de julio de 1963 mediante la bula Ad Christi divini del papa Pablo VI.[13]

## Estadísticas
Según el Anuario Pontificio 2022 la arquidiócesis tenía a fines de 2021 un total de 1 667 378 fieles bautizados.
| Año                                                                             | Población            | Población | Población      | Sacerdotes | Sacerdotes    | Sacerdotes    | Bautizados por sacerdote | Diáconos permanentes | Religiosos | Religiosos | Parroquias |
| Año                                                                             | Bautizados católicos | Total     | % de católicos | Total      | Clero secular | Clero regular | Bautizados por sacerdote | Diáconos permanentes | Varones    | Mujeres    | Parroquias |
| ------------------------------------------------------------------------------- | -------------------- | --------- | -------------- | ---------- | ------------- | ------------- | ------------------------ | -------------------- | ---------- | ---------- | ---------- |
| 1950                                                                            | 281 000              | 310 000   | 90.6           | 66         | 13            | 53            | 4257                     |                      | 55         | 126        | 21         |
| 1964                                                                            | 219 555              | 243 950   | 90.0           | 54         | 18            | 36            | 4065                     |                      | 41         | 155        | 12         |
| 1968                                                                            | 295 085              | 316 466   | 93.2           | 53         | 11            | 42            | 5567                     |                      | 54         | 231        | 12         |
| 1976                                                                            | 456 950              | 571 250   | 80.0           | 77         | 13            | 64            | 5934                     |                      | 99         | 175        | 22         |
| 1977                                                                            | 602 440              | 753 050   | 80.0           | 72         | 21            | 51            | 8367                     |                      | 77         | 164        | 29         |
| 1990                                                                            | 936 000              | 1 178 000 | 79.5           | 99         | 16            | 83            | 9454                     | 1                    | 166        | 143        | 51         |
| 1999                                                                            | 1 137 685            | 1 300 000 | 87.5           | 110        | 35            | 75            | 10 342                   |                      | 85         | 133        | 52         |
| 2000                                                                            | 1 483 250            | 1 900 000 | 78.1           | 92         | 52            | 40            | 16 122                   |                      | 97         | 152        | 52         |
| 2001                                                                            | 1 300 000            | 1 600 000 | 81.3           | 125        | 42            | 83            | 10 400                   |                      | 95         | 171        | 52         |
| 2002                                                                            | 1 200 000            | 1 405 835 | 85.4           | 123        | 40            | 83            | 9756                     |                      | 95         | 171        | 52         |
| 2003                                                                            | 1 200 000            | 1 405 835 | 85.4           | 122        | 39            | 83            | 9836                     |                      | 95         | 171        | 53         |
| 2004                                                                            | 1 200 000            | 1 405 835 | 85.4           | 125        | 42            | 83            | 9600                     | 3                    | 95         | 171        | 53         |
| 2011                                                                            | 1 331 000            | 1 551 000 | 85.8           | 163        | 48            | 115           | 8165                     | 16                   | 127        | 171        | 82         |
| 2013                                                                            | 1 426 762            | 2 033 121 | 70.2           | 142        | 56            | 86            | 10 047                   | 34                   | 98         | 171        | 84         |
| 2016                                                                            | 1 667 378            | 2 235 199 | 74.6           | 173        | 63            | 110           | 9638                     | 46                   | 122        | 171        | 86         |
| 2019                                                                            | 1 680 100            | 2 252 300 | 74.6           | 192        | 72            | 120           | 8750                     | 49                   | 132        | 171        | 92         |
| 2021                                                                            | 1 667 378            | 2 235 199 | 74.6           | 192        | 72            | 120           | 8684                     |                      | 132        | 171        | 92         |
| Fuente: Catholic-Hierarchy, que a su vez toma los datos del Anuario Pontificio. |                      |           |                |            |               |               |                          |                      |            |            |            |

## Episcopologio
- José Lourenço da Costa Aguiar † (16 de enero de 1894-5 de junio de 1905 falleció)
- Frederico Benício de Souza e Costa, E.C.M.C. † (8 de enero de 1907-16 de abril de 1914 renunció[nota 2])
  - Sede vacante (1914-1916)
- João Irineu Joffily (Joffly) † (4 de mayo de 1916-27 de marzo de 1924 nombrado arzobispo de Belém do Pará)
- José Maria Perreira Lara † (27 de marzo de 1924-18 de diciembre de 1924 nombrado obispo de Santos)
- Basilio Manuel Olimpo Pereira, O.F.M. † (1 de mayo de 1925-22 de marzo de 1941 renunció[nota 3])
- José da Matha de Andrade y Amaral † (12 de mayo de 1941-20 de marzo de 1948 nombrado obispo de Niterói)
- Alberto Gaudêncio Ramos † (30 de agosto de 1948-9 de mayo de 1957 nombrado arzobispo de Belém do Pará)
- João de Souza Lima † (16 de enero de 1958-21 de abril de 1980 renunció)
- Milton Corrêa Pereira † (5 de marzo de 1981-23 de mayo de 1984 falleció)
- Clóvis Frainer, O.F.M.Cap. † (5 de enero de 1985-22 de mayo de 1991 nombrado arzobispo de Juiz de Fora)
- Luiz Soares Vieira (13 de noviembre de 1991-12 de diciembre de 2012 retirado)
- Sérgio Eduardo Castriani, C.S.Sp. † (12 de diciembre de 2012-27 de noviembre de 2019 renunció)
- Leonardo Ulrich Steiner, O.F.M., desde el 27 de noviembre de 2019